# Caridina appendiculata
Caridina appendiculata is een garnalensoort uit de familie van de Atyidae. De wetenschappelijke naam van de soort is voor het eerst geldig gepubliceerd in 1998 door Jalihal & Shenoy.